# Johannes Zehngraf

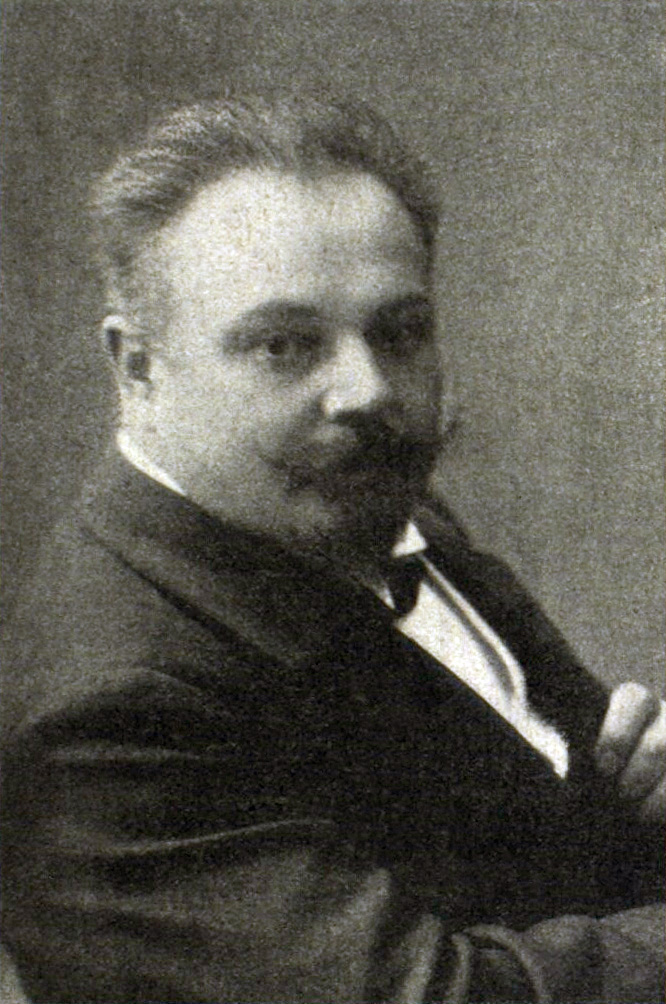
Fotografisches Porträt Johannes Zehngrafs, von Jonas Aronson

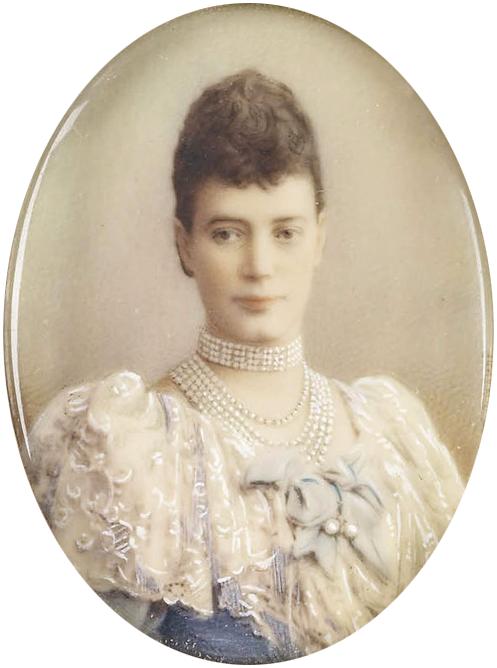
Kaiserin Maria Fjodorowna, Miniatur von Johannes Zehngraf

Johannes Zehngraf (* 18. April 1857 in Nykøbing Falster, Dänemark; † 7. Februar 1908 in Berlin) war ein dänischer Miniaturenmaler und Chefminiaturist der Manufaktur von Carl Peter Fabergé in Sankt Petersburg.

## Leben
Er war der Sohn des Malers und Fotografen Christian Antoni Zehngraf und der Rebekka de Lemos und heiratete am 27. Januar 1880 in Aalborg Caroline Ludovica Lund (* 30. Juni 1856; † nach 1908), die Tochter des Carl Ludvig Lund und der Pouline Elisabeth Poulsen.
Zehngraf erlernte in Ålborg bei seinem Vater die Kunstfotografie und arbeitete dort auch zunächst als Fotograf, später in Aarhus, Odense und Malmö (1886–1889). Das kleinteilige Retuschieren seiner Fotografien brachte ihn dann zur Miniaturenmalerei. Als Miniaturenmaler ließ er sich 1889 in Berlin nieder und zählte die europäischen Fürstenhäuser zu seinen Kunden. Er führte den fotografischen Realismus mit ihrem Detailreichtum in seine Malerei ein.
Porträts des russischen Kaisers Alexander III., seiner Ehefrau, der Kaiserin Maria Fjodorowna, und der dänischen Prinzessin Thyra sowie eine Porträtserie von elf Miniaturbildnissen der Familie des dänischen Königs Christian IX. zeugen von Zehngrafs Fertigkeit.
Er malte unter anderem die Miniaturen auf dem Fabergé-Maiglöckchen-Ei (1898).